# ADN 40
O ADN 40 ou XHTVM-TDT é uma emissora de televisão mexicana da Cidade do México. Antes era de propriedade da CNI (acrônimo de Corporacíon de Notícias e Información), mas agora é de propriedade da TV Azteca. Atualmente é um canal de jornalismo 24h no ar.

## Slogan
- CNI Canal 40
- La realidad en televisión (A realidade na TV) (1995-1998-2000-2002-2003-2005)

#### Azteca 40
- Esto es TV Azteca 40 (Isto é TV Azteca 40) (1008-2000)
- Una vez mas contigo (Novamente contigo) (2002-2003)

#### Proyecto 40
- Por un México Libre (Por um México Livre) (2006-2007)
- Activa tu mente (Ative Sua Mente) (2007-2011)
- El Placer de ver Proyecto 40 (O Prazer de ver o Proyecto 40) (2011-2013)
- Proyectamente esta es tu pantalla (Projetadamente,esta é sua tela) (2013-2015)
- Proyecto 40 una television audaz (Projeto 40,uma TV audaz) (2015 presente)